# Wappen von Madrid
Das Wappen der Autonomen Gemeinschaft Madrid wurde mit dem Ley 2/1983 vom 23. Dezember 1983 festgelegt, nachdem die Autonome Gemeinschaft Madrid die bisherige Provinz Madrid innerhalb der bis dahin bestehenden Region Neukastilien abgelöst hatte. Der Entwurf stammt vom Bildhauer und Zeichner José María Cruz Novillo (* 1936), wobei der Dichter und Kunstkritiker Santiago Amón Hortelano (1927–1988) als Inspirator und Coautor fungierte.

## Beschreibung
Im roten Schild stehen nebeneinander zwei goldene Kastelle aus schwarz abgesetzten Quadern mit jeweils drei gezinnten Türmen, von denen der jeweils mittlere höher ist. Alle Türme tragen je ein offenes, azurblaues Fenster, die Kastelle selbst je zwei weitere nebeneinander und ein offenes, ebenfalls azurblaues Tor. Über den Kastellen schweben sieben (4;3) silberne, fünfzackige Sterne. Auf dem Wappenschild liegt die geschlossene, rot gefütterte Königskrone Spaniens.

## Bedeutung
Die beiden Kastelle (spanisch castillos) stehen zum einen für die zentrale Lage Madrids in der Mitte Kastiliens, ihre Zweizahl zum anderen für die beiden früheren Regionen Altkastilien und Neukastilien. Die sieben silbernen Sterne beziehen sich auf das Sternbild des Großen Bären, denn ein Bär auf silbernem Grund zusammen mit sieben Sternen taucht seit 1212 im Stadtwappen von Madrid auf. Die fünf Zacken der Sterne beziehen sich nach Santiago Amón einmal auf die fünf Provinzen, die die Autonome Gemeinschaft Madrid umgeben und zum zweiten sollen sie eine Abgrenzung zu den Sternen des Stadtwappens von Madrid bilden, die sechs Zacken aufweisen.